# Districtul Sila Lat
Sila Lat (în thailandeză ศิลาลาด) este un district (Amphoe) din provincia Sisaket, Thailanda, cu o populație de 20.857 de locuitori și o suprafață de 131,8 km².

## Componență
Districtul este subdivizat în 4 subdistricte (tambon), care sunt subdivizate în 44 de sate (muban).
| Nr. | Nume          | În thailandeză | Sate | Locuitori |  |
| --- | ------------- | -------------- | ---- | --------- |  |
| 1.  | Kung          | กุง             | 14   | 8,181     |  |
| 2.  | Khli Kling    | คลีกลิ้ง          | 11   | 5,439     |  |
| 3.  | Nong Bua Dong | หนองบัวดง       | 9    | 4,530     |  |
| 4.  | Chot Muang    | โจดม่วง         | 10   | 2,707     |  |